# B-V диаграмма
B-V диаграмма позволяет получить численную оценку дисперсионного соотношения волноводной частоты и волноводного показателя преломления для различных мод волновода. Также с помощью неё можно определить некоторые характеристики волновода (угол распространения каждой моды, величину фазового сдвига).
Построение b-V диаграммы
1) Для того, чтобы построить диаграмму для конкретно заданного волновода необходимо знать числовые значения его показателей преломления : {\displaystyle n_{1}} - сердцевина , {\displaystyle n_{2}} — подложка, {\displaystyle n_{3}}(показатель преломления воздуха) = 1.
2) С помощью показателей преломления рассчитываем параметр степени асимметрии a волноводной структуры :
Для ТМ-мод :
{\displaystyle a_{}={\frac {n_{1}^{4}}{n_{3}^{4}}}\cdot {\frac {n_{2}^{2}-n_{3}^{2}}{n_{1}^{2}-n_{2}^{2}}}}
Для ТЕ-мод :
{\displaystyle a_{}={\frac {n_{2}^{2}-n_{3}^{2}}{n_{1}^{2}-n_{2}^{2}}}}
3) B — волноводный показатель преломления. Для любого волновода B изменяется в пределах от 0 до 1 ({\displaystyle B\neq 1}).
Для построения диаграммы возьмём значения B от 0 до 0,99 с шагом в 0,01.
4) Зная величину волноводного показателя преломления и параметра асимметрии определим волновые частоты волновода с помощью дисперсионного уравнения:
{\displaystyle V_{}={\frac {\pi m+arctg\surd (B/(1-B))+arctg\surd ((B+a)/(1-B))}{\surd (1-B)}}}
где {\displaystyle m} — номер моды, целое число ({\displaystyle m=0,1,2...}).
5) Строим графики зависимости волноводного показателя преломления от волноводной частоты для каждой моды (в примере взят волновод с показателями преломления {\displaystyle n_{1}} — 2,22 , {\displaystyle n_{2}} — 2,2, {\displaystyle n_{3}}(показатель преломления воздуха) = 1.)

Определение углов распространения в модах и фазовых сдвигов
Зная толщину волноводного слоя {\displaystyle h}, показатели преломления волновода и длину волны {\displaystyle \lambda } света, распространяемого в волноводе, рассчитаем общее количество мод {\displaystyle M} данного волновода :
{\displaystyle M_{}={\frac {2h_{}}{\lambda _{}}}\cdot \surd n_{1}^{2}-n_{2}^{2}}
(количество мод в волноводе округляется до целого числа в меньшую сторону)
Найдём величину частоты отсечки V для каждой моды :
{\displaystyle V=m\cdot \pi +\arctan \surd a}
Где a — параметр степени асимметрии волноводной структуры.
Для каждой полученной V находим соответствующее значение B с помощью B-V диаграммы.
Далее, из формулы для волноводного показателя преломления выразим величину эффективного показателя преломления {\displaystyle n_{eff}} для каждой моды :
{\displaystyle B_{}={\frac {n_{eff,m}^{2}-n_{2}^{2}}{n_{1}^{2}-n_{2}^{2}}}}
{\displaystyle n_{eff,m}=\surd (B\cdot (n_{1}^{2}-n_{2}^{2})-n_{2}^{2})}
Из полученных значений {\displaystyle n_{eff}} рассчитаем угол распространения света в каждой моде. При этом, угол {\displaystyle \Theta _{}} не может быть любым, так как только дискретный набор углов приводит к самосогласованной картине распространения поля, соответствующего волноводной моде. Значения углов соответствуют модам волноводного слоя. То есть, для каждой моды {\displaystyle m_{}} волновода существует свой эффективный показатель преломления {\displaystyle n_{eff,m}}  , который зависит от угла падения света {\displaystyle \Theta _{m}} :
{\displaystyle n_{eff,m}=n_{1}\sin \Theta _{m}}
{\displaystyle \sin \Theta _{m}={\frac {n_{eff,m}}{n_{1}}}}
(угол, под которым распространяется свет должен быть больше критического, чтобы сохранялось условие полного внутреннего отражения)
{\displaystyle \sin \Theta _{\kappa p}={\frac {n_{2}}{n_{1}}}}
Зная углы распространения для каждой из мод, мы можем рассчитать величины фазовых сдвигов. Из теории о плоских волноводах известно, что свет, распространяясь в волноводе, постоянно отражается от границ сердцевина-воздух и сердцевина-подложка. При углах, превышающих критический, модуль коэффициента отражения равен единице, и отражённый свет претерпевает сдвиг фаз относительно падающего света. Выражение для фазовых сдвигов получено из формул Френеля для коэффициента отражения R. В данном случае R — комплексная величина {\displaystyle R=\exp(2/\varphi )}, тогда :
Для ТМ-мод :
{\displaystyle tg\varphi _{12,\mathrm {T} \mathrm {M} }={\frac {{\frac {n_{1}^{2}}{n_{2}^{2}}}\cdot \surd (n_{1}^{2}sin\Theta _{}^{2}-n_{2}^{2})}{n_{1}\cos \Theta _{}}}}
Для ТЕ-мод:
{\displaystyle tg\varphi _{12,\mathrm {T} E}={\frac {\surd (n_{1}^{2}sin\Theta _{}^{2}-n_{2}^{2})}{n_{1}\cos \Theta _{}}}}
(Величина фазового сдвига одинаково определяется для границ сердцевина-воздух и сердцевина-подложка)
Зная величины фазовых сдвигов и величины углов в каждой моде волновода, производим проверку истинности найденных величин. Для этого используем условие самосогласованности (условие поперечного резонанса) :
{\displaystyle 2k_{}n_{1}h_{}\cos \Theta _{}-2\varphi _{12}-2\varphi _{13}=2\pi m_{}}
Где m — номер моды волновода, k — волновой вектор :
{\displaystyle k_{}={\frac {2\pi }{\lambda _{}}}}